# Іст-Кітінг Тауншип (округ Клінтон, Пенсільванія)
Іст-Кітінг Тауншип (англ. East Keating Township) — селище (англ. township) в США, в окрузі Клінтон штату Пенсільванія. Населення — 7 осіб (2020).

## Демографія
Згідно з переписом 2010 року, у селищі мешкало 11 осіб у 7 домогосподарствах у складі 4 родин. Було 179 помешкань
Расовий склад населення:
| - 100,0 % — білих |

До двох чи більше рас належало 0,0 %. Частка іспаномовних становила 0,0 % від усіх жителів.
За віковим діапазоном населення розподілялося таким чином: 0,0 % — особи молодші 18 років, 27,3 % — особи у віці 18—64 років, 72,7 % — особи у віці 65 років та старші. Медіана віку мешканця становила 69,2 року. На 100 осіб жіночої статі у селищі припадало 175,0 чоловіків;  на 100 жінок у віці від 18 років та старших — 175,0 чоловіків також старших 18 років.
Цивільне працевлаштоване населення становило 2 особи. Основні галузі зайнятості: роздрібна торгівля — 50,0 %, науковці, спеціалісти, менеджери — 50,0 %.